# Drobné skladby mistrů
Drobné skladby mistrů (1988) je EP sampler produkovaný Zdeňkem Vřešťálem. Obsahuje 12 písniček různých autorů se stopáží kolem jedné minuty. Na tento projekt navázalo CD 50 miniatur (2007), na kterém mj. znovu vyšlo několik písní z této gramofonové desky.

## Seznam písní
1. David Noll – Kašpárag – 0:53
2. Jiří Dědeček – Adélka – 1:03
3. Zdeněk Vřešťál / Roman Kopřivík – Opice v lese – 0:36
4. Michal Knébl – Balada o duševní nevěře – 1:06
5. Petr Skoumal – Zvolna chápu – 1:07
6. Dagmar Andrtová-Voňková – Kaše – 0:55
7. Vladimír Merta – Oudolíčko – 1:08
8. Jiří Suchý – Já žiju dál – 1:30
9. Karel Diepold – Stařečku malíři – 0:43
10. Jan Burian – V mým příštím životě – 1:17
11. Michal Jůza, Josef Pavlovský / Michal Jůza – Tak nám Nováku řekni – 0:17
12. Marek Eben (Bratři Ebenové) – V limitu – 1:13

## Nahráli
- David Noll – Roland JX-8P (1), klavír (8)
- Jiří Chlumecký – digitální bicí EMU SP-12 (1), computer Commodore C-64 (1)
- Jiří Dědeček – zpěv, akustická kytara (2)
- Zdeněk Vřešťál – zpěv (3, 12), akustická kytara (3)
- Michal Knébl – zpěv, housle (4)
- Petr Skoumal – zpěv, Yamaha DX-7, Korg-DSS-1, Roland Juno 1, drumulator (5)
- Dagmar Andrtová-Voňková – zpěv (6)
- Vladimír Merta – zpěv, akustické kytary, elektrická kytara, scat, hra na tělo (7)
- Jiří Suchý – zpěv (8)
- Vladimír Vytiska – kontrabas (8)
- Michal Hejna – bicí (8)
- Karel Diepold – zpěv, kytara (9)
- Jan Burian – zpěv, Yamaha DX-7 (10)
- Michal Jůza – zpěv (11)
- Josef Pavlovský – akustická kytara (11)
- Marek Eben – zpěv, kytara (12)
- Kryštof Eben – akordeon, flétna (12)
- David Eben – velký buben, klarinet, zpěv (12)